# Tabanocella longirostris
Tabanocella longirostris är en tvåvingeart som först beskrevs av Jacques-Marie-Frangile Bigot 1859.  Tabanocella longirostris ingår i släktet Tabanocella och familjen bromsar.
Artens utbredningsområde är Madagaskar. Inga underarter finns listade i Catalogue of Life.